# Uwe Böden

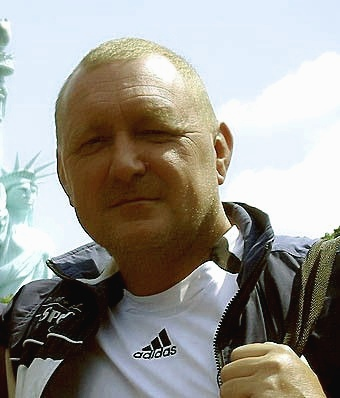
Uwe Böden (2010)

Uwe Böden (* 24. September 1959 in Emden, Deutschland), 179 cm groß, 97 Kilogramm schwer, ist ein deutscher Kampfsportler und Budolehrer.

## Leben
Uwe Böden betreibt seit 1972 Kampfsport. Er begann, inspiriert durch Bruce Lees Jeet Kune Do, in Leer (Ostfriesland) mit dem Judotraining unter dem niederländischen Trainer Arne Dehlis. Im Jahr 1979 wechselte er nach ersten Erfolgen zum Karate und trainierte in Enschede das Kickboxen. Einer seiner Trainer, Roland Werk, verlieh ihm 1982 den zweiten Dan im Shotokan-Karate in Würzburg. In den folgenden Jahren konnte Uwe Böden, der sich intensiv mit den asiatischen Kampfkünsten beschäftigte, beachtliche Erfolge erzielen.
Er erhielt Dan-Graduierungen unter anderem im Ju-Jutsu, Judo, Kickboxen, Kyokushinkai, Karate, Kobudo, Ninjutsu, Aikido sowie ATS (Anti Terror Streetfight).
Seine höchste Graduierung ist der sechste Dan im Kyokushinkai-Karate, der mit dem japanischen Ehrentitel Renshi verbunden ist.
1998 war er Mitgründer des Bundesverbands Selbstverteidigung und sicherte sich bis heute unter anderem sieben Weltmeistertitel in Vollkontakt-Karate, ATS und Sportkarate.

## Erfolge
Insgesamt bestritt er 64 nationale und internationale Kämpfe ohne Niederlagen. 63 gewann er, davon 60 vorzeitig durch KO, ein Kampf endete unentschieden.
Damit ist er bis heute ein erfolgreicher Karateka im Kampfsport, der  Erfolge sowohl in Deutschland als auch international vorweisen kann. Im Juni 2018 wurde Uwe Böden in das Ehrenportal des Niedersächsischen Institut für Sportgeschichte aufgenommen.